# Alias-Effekt
Als Alias-Effekte [ˈeɪliəs] (auch Aliasing-Effekte oder kurz Aliasing) werden im Bereich der Signalanalyse Fehler bezeichnet, die auftreten, wenn im abzutastenden Signal Frequenzanteile vorkommen, die höher sind als die halbe Abtastfrequenz (Nyquist-Frequenz).
Aliasing kann einerseits durch die Nichtbeachtung des Abtasttheorems (zu geringe Abtastfrequenz) beim Abtasten kontinuierlicher Signale auftreten oder (in analoger Weise) beim Downsampling eines bereits abgetasteten Signales.
In der Bildverarbeitung und Computergrafik treten Alias-Effekte bei der Abtastung von Bildern auf und führen zu Mustern, die im Originalbild nicht enthalten sind. In der Audiotechnik äußern sich Alias-Effekte als Störgeräusche.
Um Aliasing zu verhindern, können Tiefpassfilter eingesetzt werden, die unerwünschte Frequenzanteile herausfiltern.

## Signalverarbeitung

Veranschaulichung des Alias-Effekts. Ein kontinuierliches Ausgangssignal (schwarze Linie) wird mit einer ungeeigneten Abtastfrequenz, die kleiner als vom Abtasttheorem gefordert ist, diskretisiert. Aus den erhaltenen Messwerten (Kreise) entsteht durch Interpolation ein verfälschtes Signal mit deutlich zu großer Periode (rote Linie).

In der Signalverarbeitung treten Alias-Effekte beim Digitalisieren analoger Signale auf.
Damit das Ursprungssignal korrekt wiederhergestellt werden kann, dürfen im abzutastenden Signal nur Frequenzanteile vorkommen, die kleiner als die Nyquist-Frequenz sind. Kommen allerdings Frequenzanteile vor, die höher als die Nyquist-Frequenz sind, so werden diese als niedrigere Frequenzen interpretiert. Die höheren Frequenzen geben sich sozusagen als eine andere (niedrigere) aus (siehe Grafik), daher die Bezeichnung Alias.
Störende Frequenzanteile, die zu Aliasing führen können, treten bei einer Unterabtastung auf (d. h. das Abtasttheorem wurde nicht eingehalten).
Zur Vermeidung solcher Aliasing-Effekte wird das Eingangssignal vor der Abtastung durch einen Tiefpass gefiltert (Anti-Aliasing-Filter). Alternativ wird mit hinreichend hoher Abtastrate abgetastet und dann das abgetastete Signal gefiltert, typischerweise nach der Digitalisierung per Digitalfilter. Diese Filterung muss vor der Abtastung oder dem Downsampling in niedrigen Frequenzen geschehen – eine nachträgliche Korrektur von Alias-Effekten ist nicht mehr möglich.

## Bilderfassung

### Alias-Entstehung
In der Bildverarbeitung und Computergrafik treten Alias-Effekte bei der Abtastung von Bildern auf, ein Beispiel ist das Auftreten von Moiré-Mustern.
Der Treppeneffekt, der bei der Rasterung geometrischer Figuren auftritt, wird oft als Aliasing bezeichnet, obwohl es sich bei ihm nicht um „echtes“ Aliasing im Sinne der Signalanalyse handelt.
Bei Kameras ab 3 Megapixeln werden Alias-Effekte meistens zuverlässig durch geschicktes Auslegen der Optik unterdrückt. Die optische Auflösung bleibt hier absichtlich unter der Pixelauflösung. Die Optik bildet also ein wenig unscharf ab und dient somit als Tiefpassfilter.

### Demonstration des Alias-Effekts

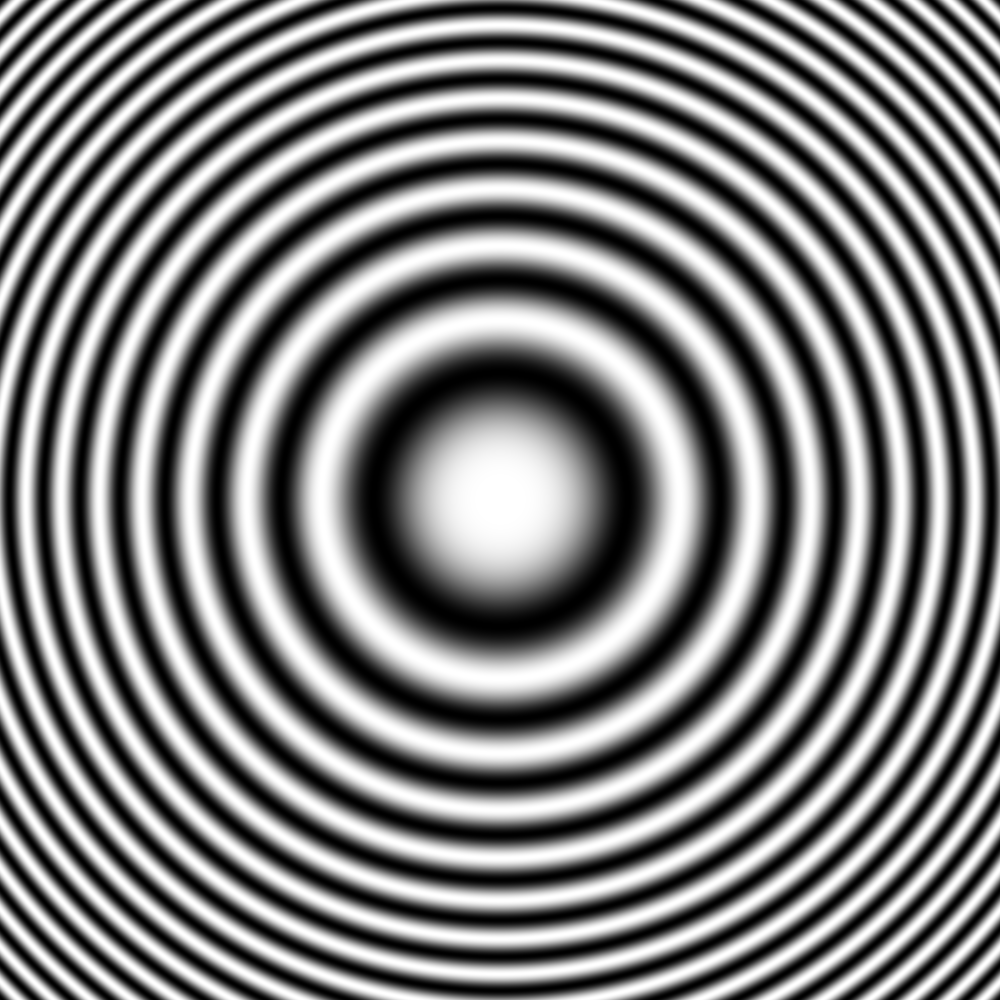
Originalbild: Kosinusförmiges Ringmuster einer Fresnel-Zonenplatte
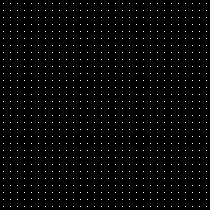
30 Abtastpunkte je Kante
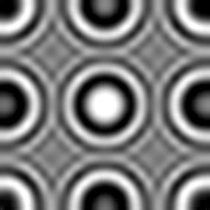
Rekonstruktion des quantisierten Originalbildes

Als Beispiel eines Originalbildes, das in seiner sogenannten Ortsfrequenz Signalanteile oberhalb der Nyquist-Frequenz hat, soll die Fresnel-Zonenplatte in der Abbildung dienen. Wird sie mit 30 × 30 Punkten abgetastet, so kann nur die Struktur in der Mitte wiedergegeben werden. In den Randbereichen übersteigt die Ortsfrequenz des Objekts die Nyquist-Frequenz, so dass hier das Objekt nicht wiedergegeben werden kann. Stattdessen entstehen Alias-Objekte in Form der Kreise in den Randbereichen.
Zu einer ähnlichen Demonstration (allerdings in einer Dimension) siehe Frequenzbesen.

### Moiré-Effekt
Alias-Signale treten auch beim Scannen von Bildvorlagen mit wechselnden Ortsfrequenzen auf; man spricht dann von einem Moiré-Effekt, zum Beispiel bei Kleidungsstücken wie Wollpullovern oder Jackets mit dünnen Streifen, oder bei Abbildungen von Ziegeldächern. Oft sind Moiré-Effekte auch im Fernsehbild zu sehen, wenn entsprechende Texturen abgebildet sind. Die Ursache liegt in einer Überlagerung der Spektren der Abtast-Funktion, deren Ausgangssignale mit fabtast periodisch sind.

## Zeitliches Aliasing
In Filmen können Alias-Effekte auftreten, welche auf die Zusammensetzung des Films aus Einzelbildern zurückzuführen sind. Als weithin bekanntes Beispiel sei das scheinbare Rückwärtslaufen der Wagenräder in Western genannt. Es tritt auf, sobald das Rad sich von Bild zu Bild mehr als um den halben Winkel zwischen zwei Speichen weiterdreht.
Beobachtet man die Beschleunigung eines Wagens im Film, dreht sich das Rad zunächst in die richtige Richtung. Von einer bestimmten Geschwindigkeit an aber scheint sich das Rad rückwärts zu drehen, um mit weiter zunehmender Geschwindigkeit der Kutsche scheinbar wieder langsamer zu werden. Dann scheint es stehenzubleiben, um sich gleich danach mit unnatürlich niedriger Geschwindigkeit wieder in die richtige Richtung zu bewegen. Das scheinbare Vor- und Rückwärtslaufen wiederholt sich bei weiterer Beschleunigung.
Signaltheoretisch betrachtet stellt das Aufnehmen der Einzelbilder einen Abtastvorgang dar. Die Abtastfrequenz entspricht der Bildwiederholfrequenz. Die Signalfrequenz entspricht der Frequenz, mit der die Speichen einen Winkel durchlaufen, der dem Abstand der Speichen entspricht. Bei einer Bildwiederholfrequenz von 24 Bildern pro Sekunde ist ab einer Drehgeschwindigkeit des Rades von 12 Speichenabständen pro Sekunde das Nyquistkriterium verletzt, so dass dann Aliasing auftritt.
- Dreht sich das Rad zwischen zwei aufeinanderfolgenden Bildern um eine halbe Speiche weiter, kann nicht mehr unterschieden werden, ob es sich vorwärts oder rückwärts dreht (Signalfrequenz = Nyquist-Frequenz). Von dieser Geschwindigkeit an beginnt der Alias-Effekt.
- Liegt die Signalfrequenz zwischen der Nyquist-Frequenz und der Abtastfrequenz, so scheint das Wagenrad rückwärts zu laufen.
- Bewegt sich das Rad pro Bild um genau eine Speiche oder ein ganzzahliges Vielfaches weiter, scheint es stillzustehen (Signalfrequenz = n × Abtastfrequenz).

### Beispiel Töne
|  | Das erste Klangbeispiel lässt einen Ton erklingen, dessen Frequenz von ca. 100 Hz bis über 8000 Hz linear zunimmt (die Original-Abtastfrequenz von 16 kHz wurde bei der Transformation in das Ogg-Vorbis-Format auf 42 kHz heraufgesetzt).                   |
|  | Das zweite Beispiel gibt fast das gleiche Signal wieder, dieses Mal mit 8000 Hz abgetastet. Durch Unterabtastung werden Töne oberhalb von 4000 Hz falsch ausgewählt mit dem Ergebnis, dass eine Tonhöhe aufgezeichnet wird, die abfällt, anstatt zu steigen. |